# ハリー・ファームレット
ハリー・ファームレット（Harry Farmlett 、1932年9月24日 - 2016年1月12日）は、アメリカ合衆国のグラフィックデザイナー、画家、写真家。NPRアート・ギャラリー会員。
彼は1950年代から1970年代にかけて、さまざまな音楽ジャンルのレコード・ジャケットをデザインし、なかでもウェストミンスター・レコードのカバー・デザインを数多く手がけた。

## 経歴
ハリー・ジョージ・ファームレットは1932年にニューヨーク市に生まれた。
1950年代末から1970年代にかけて、アメリカのさまざまなレコード・レーベルでグラフィック・デザイナーを務め、1963年にはニューヨーク市にハリー・ファームレット・スタジオを建て、1969年3月3日に画家のアンソニー・バルサンティと共同で、マンハッタンにファームレット・バルサンティ・アソシエイツを設立し、大衆消費財、レコード、玩具のパッケージデザイン事業を展開し、1971年2月2日まで拠点とした。その後、ファームレット・バルサンティ・アンド・ウッド・インコーポレイテッドと改称し、1975年3月7日まで運営を続け、商業デザインの分野で活動した。
2016年、ニューヨークのニューポートリッチーにて没した。

## 主要なレコード・ジャケット作品（一部）
- ボビー・フリーマン『踊ろよベイビー』ジュビリー・レコード、JLP-1086 1959年
- セリア・クルス『リフレクション・デ・セリア・クルス』SEECOレコード、SCLP-9200 1960年
- ロイド・プライス『シング・ザ・ミリオン・セラーズ』ABCパラマウント、ABCS-366 1961年
- 『古典と現代』ヘルマン・シェルヘン指揮、ウィーン国立歌劇場管弦楽団、ウェストミンスター・レコード、WST-17013　1961年
- エドムンド・ロス『プレイ・ザ・リンボ』ロンドン・レコード、LL-3264 1962年
- トルネイドース『ザ・オリジナル・テルスター』ロンドン・レコード、LL-3279 1962年
- ヴェラ・リン『ゴールデン・ヒッツ』ロンドン・レコード、LL-3294 1962年
- マントヴァーニ・オーケストラ『ムーン・リバー』ロンドン・レコード、PS-249 1962年
- バッハ『チェンバロ協奏曲全集』ロベール・ヴェイロン＝ラクロワ（チェンバロ）ジャン＝フランソワ・パイヤール・チェンバー・オーケストラ　ウェストミンスター・レコード、1962年
- ベルリオーズ『ロミオとジュリエット』レジーナ・レズニック、アンドレ・タープ、デヴィッド・ウォード、ピエール・モントゥー指揮、ロンドン交響楽団　ウェストミンスター・レコード、WST-233 1962年
- シューマン歌曲集『女の愛と生涯』マリア・シュターダー（メゾソプラノ）イェルク・デームス（ピアノ）ウェストミンスター・レコード、WST-17029 1962年
- シェーンベルク『浄められた夜』ヴィクトル・デザルツェンス指揮、ローザンヌ弦楽オーケストラ、ウェストミンスター・レコード、WST-17031　1962年
- ワーグナー『管弦楽作品第一集』ハンス・クナッパーツブッシュ指揮、ミュンヘン・フィルハーモニー管弦楽団、ウェストミンスター・レコード、WST-17032 1962年
- マヘリア・ジャクソン『クリスマス・ウィズ・マヘリア・ジャクソン』アポロ・レコード、ALP-499 1962年
- ソロモン・バーク『ソロモン・バーク』アポロ・レコード、ALP-498 1962年
- ロイ・オービソン『グレイテスト・ヒッツ』モニュメント・レコード、M-4099 1962年
- ベートーヴェン『交響曲第9番』エリザベート・ゼーダーシュトレーム、レジーナ・レズニック、ジョン・ヴィッカーズ、デヴィッド・ウォード、ピエール・モントゥー指揮、ロンドン交響楽団、ウェストミンスター・レコード、WST-234 1962年
- ブルックナー『ブルックナー:交響曲第8番 改訂版 (1963年のアルバム)』ハンス・クナッパーツブッシュ指揮、ミュンヘン・フィルハーモニー管弦楽団、ウェストミンスター・レコード、WST-235 1963年
- ハイドン『交響曲第89番・第90番』ショモギー・ラースロー指揮、ウィーン交響楽団、ウェストミンスター・レコード、WST-17043 1963年
- ブラームス『ハンガリー舞曲（全曲）』ロベルト・ゲルレ指揮、パテ・マルコーニ・レコード、C-053-92169 1964年
- グリーグ、フランク『ヴァイオリン・ソナタ集』アンドレ・ジェルトレル（ヴァイオリン）エディス・ファルナディ（ピアノ）ウェストミンスター・レコード、WST-17054 1964年
- ヴィヴァルディ『四季』レオポルド・ストコフスキー指揮、ニュー・フィルハーモニア管弦楽団、デッカ・レコード、SPC-21015 1966年 フェイズ4ステレオ（英語版）
- チャイコフスキー『交響曲第5番』レオポルド・ストコフスキー指揮、ニュー・フィルハーモニア管弦楽団、デッカ・レコード、SPC- 21017 1967年 フェイズ4ステレオ
- シュトラウス『ウィンナ・ワルツ集』アンタル・ドラティ指揮、ロンドン交響楽団、デッカ・レコード、SPC-21018 1967年 フェイズ4ステレオ
- 『シャルル・ミュンシュ・コンダクツ・ルーセル、デュティユー』コンセール・ラムルー、ウェストミンスター・レコード、WST-17119 1967年
- ドヴォルザーク『交響曲第9番』アンタル・ドラティ指揮、ニュー・フィルハーモニア管弦楽団、デッカ・レコード、SPC-21025　1967年 フェイズ4ステレオ
- モーツァルト『ピアノ・ソナタ集　K.330, K.333, K.396（幻想曲ハ短調、シュタードラーによる補筆完成版）』ダニエル・バレンボイム（ピアノ）ウェストミンスター・レコード、WST-17139 1967年
- ローリング・ストーンズ『サタニック・マジェスティーズ』アブコ・レコード、1967年
- ベルリオーズ『幻想交響曲』レオポルド・ストコフスキー指揮、ニュー・フィルハーモニア管弦楽団、デッカ・レコード、PFS-4160 1968年 フェイズ4ステレオ
- トム・ジョーンズ『アイ』パロット・レコード、XPAS-71039　1970年
- アン・ピーブルス『ストレート・フロム・ザ・ハート』ハイ・レコード、1971年
- ZZトップ『リオ・グランデ・マッド』ロンドン・レコード、XPS-612 1972年